# Cladocoryne floccosa
Cladocoryne floccosa är en nässeldjursart som beskrevs av Rotch 1871. Cladocoryne floccosa ingår i släktet Cladocoryne och familjen Cladocorynidae. Inga underarter finns listade i Catalogue of Life.